# Shadow, Light
Shadow, Light è un album del cantautore italiano Franco Battiato, pubblicato il 2 marzo 1996. Contiene la Messa arcaica (1993) e alcuni brani degli album Come un cammello in una grondaia (1991) e Caffè de la Paix (1993). La raccolta fa parte della collana EMI Hemisphere, dedicata alla world music. All'interno del libretto sono presenti i testi in inglese delle cinque canzoni sul disco, tradotti da Antonio Fekeza.

## Tracce
Testi di Franco Battiato, musiche e orchestrazione Franco Battiato, Giusto Pio.
1. L'ombra della luce – 4:52 (Franco Battiato, Giusto Pio)
2. Kyrie – 14:29 (Franco Battiato)
3. Gloria – 4:55 (Franco Battiato)
4. Credo – 2:48 (Franco Battiato)
5. Sanctus – 6:44 (Franco Battiato)
6. Agnus Dei – 6:06 (Franco Battiato)
7. Haiku – 3:50 (Franco Battiato)
8. Povera patria – 3:44 (Franco Battiato, Giusto Pio)
9. Ricerca sul terzo – 3:58 (Franco Battiato)
10. Le sacre sinfonie del tempo – 3:44 (Franco Battiato, Giusto Pio)

Durata totale: 55:10